# SpectreVision
SpectreVision (anciennement The Woodshed) est une société de production de cinéma américaine fondée par l'acteur Elijah Wood, avec les réalisateurs Daniel Noah et Josh C. Waller, en 2010. Elle est axée sur les thrillers psychologiques et les films d'horreur.
Lors de l'E3 2017, la société a annoncé une collaboration avec le développeur de jeux vidéo Ubisoft sur leur premier projet de jeu vidéo, un projet de réalité virtuelle appelé Transference.

## Filmographie
| Année | Film                                                       | Réalisateur                  |
| ----- | ---------------------------------------------------------- | ---------------------------- |
| 1973  | La Belladone de la tristesse                               | Eiichi Yamamoto              |
| 2012  | Toad Road                                                  | Jason Banquier               |
| 2013  | LFO                                                        | Antonio Tublén               |
| 2014  | Cooties                                                    | Cary Murnion Jonathan Milott |
| 2014  | A Girl Walks Home Alone at Night                           | Ana Lily Amirpour            |
| 2014  | Open Windows                                               | Nacho Vigalondo              |
| 2015  | The Boy                                                    | Craig Macneill               |
| 2016  | The Greasy Strangler                                       | Jim Hosking                  |
| 2018  | Mandy                                                      | Panos Cosmatos               |
| 2019  | Daniel Isn't Real                                          | Adam Egypte Mortimer         |
| 2019  | Color Out of Space                                         | Richard Stanley              |
| 2020  | Seven Stages to Achieve Eternal Bliss                      | Vivieno Caldinelli           |
| 2020  | Archenemy                                                  | Adam Egypte Mortimer         |
| 2021  | Inside Ted : Dans la tête du serial killer (No Man of God) | Amber Sealey                 |

## Jeux vidéo
| Année | Jeu vidéo    | Éditeur | Remarques |
| ----- | ------------ | ------- | --- |
| 2018  | Transference | Ubisoft | Co-développé avec Ubisoft Montréal, nommé pour le meilleur jeu VR aux Golden Joystick Awards 2018 et "Jeu de réalité immersive de l'année" aux 22e DICE Awards. |